# Kinas

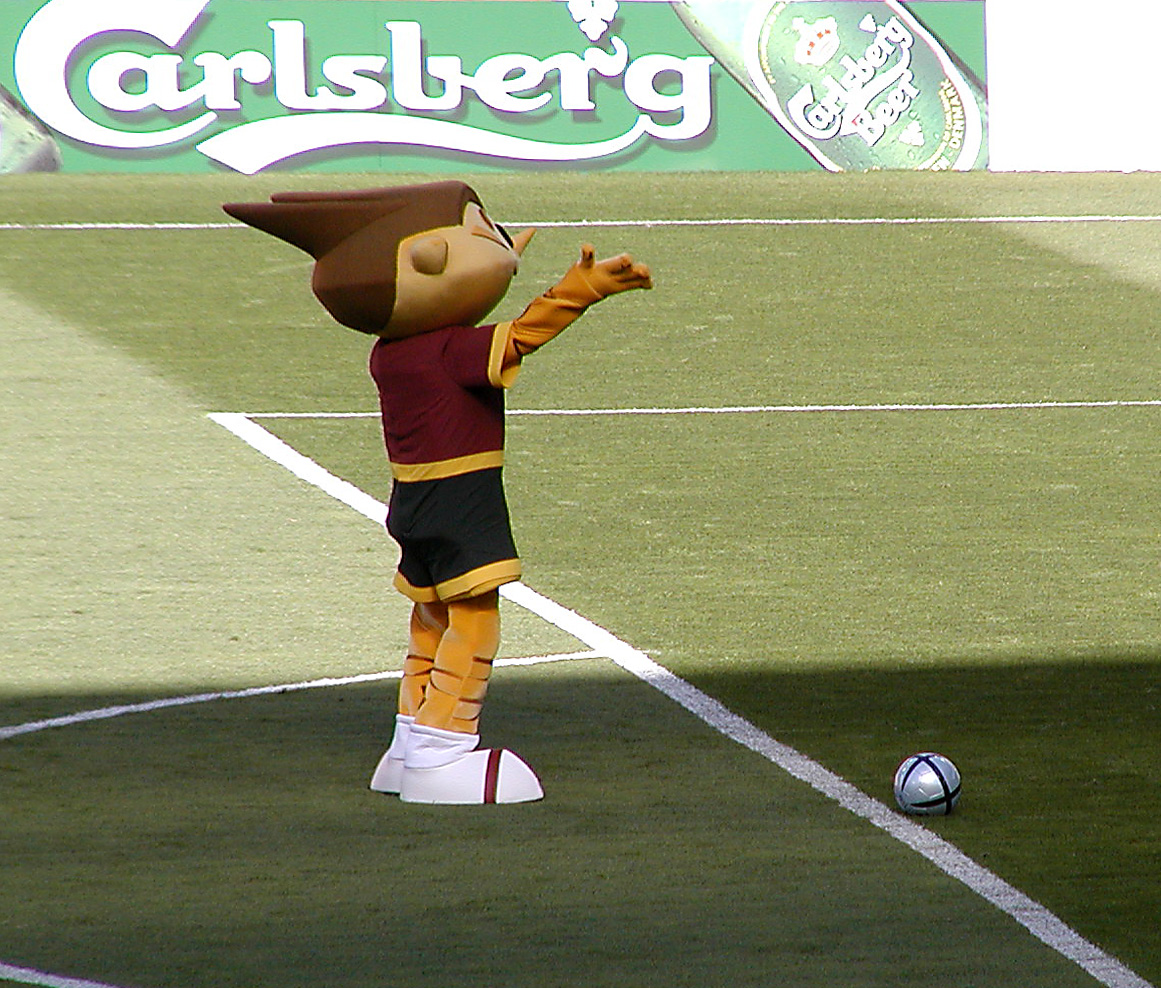
Kinas in actie.

Kinas is de officiële mascotte van het Europees kampioenschap voetbal 2004 dat werd gehouden in Portugal.

## Uiterlijk
Kinas draagt het tenue dat bestaat uit de kleuren van de Portugese vlag en witte voetbalschoenen. Opvallend is dat zijn pak, in tegenstelling tot zijn beeltenis op drukwerk, in werkelijkheid een zwarte broek heeft. Hij heeft een blanke huidskleur en blond haar. Hij staat symbool voor de energie van de Portugese jeugd en de passie voor voetbal. Kinas werd op 29 maart 2003 gepresenteerd in het Casa Serralves auditorium in Porto. De mascotte is gecreëerd door Warner Bros.

## Naamkeuze
De naam Kinas is afkomstig van de vijf schilden uit het Wapen van Portugal. Volgens een Portugese legende staan deze schilden symbool voor de vijf overwinningen van Alfons I, de eerste koning van Portugal, op de Moren.
1980: Pinocchio ·
1984: Peno ·
1988: Berni ·
1992: Rabbit ·
1996: Goliath ·
2000: Benelucky ·
2004: Kinas ·
2008: Trix en Flix ·
2012: Slavek en Slavko ·
2016: Super Victor ·
2020: Skillzy ·
2024: Albärt